# Checoslovaquia en los Juegos Paralímpicos de Geilo 1980
Checoslovaquia estuvo representada en los Juegos Paralímpicos de Geilo 1980 por tres deportistas, dos hombres y una mujer.

## Medallistas
El equipo paralímpico checoslovaco obtuvo las siguientes medallas:
| Nombre       | Deporte      | Evento              |
| ------------ | ------------ | ------------------- |
| Oro          |              |                     |
| —            |              |                     |
| Plata        |              |                     |
| Eva Lemezova | Esquí alpino | Eslalon 3A femenino |
| Bronce       |              |                     |
| —            |              |                     |